# Corel Powertrace
Powertrace är ett datorprogram för göra vektorgrafik av bitmappar. Det utvecklas av Corel Corporation.